# Pilar del Castillo
Pilar del Castillo Vera (Nador, 31 luglio 1952) è una politica spagnola, dal 2004 deputata del Parlamento Europeo. Tra il 2000 e il 2004 è stata ministro dell'Educazione, della Cultura e dello Sport nel governo di José María Aznar.

## Biografia
Nata in Marocco, si è laureata in giurisprudenza presso l'Università Complutense di Madrid nel 1974. Nel 1980 le è stata concessa una borsa di studio Fulbright per un master in scienze politiche presso la Ohio State University, USA. Dottorato di ricerca in giurisprudenza presso l'Università Complutense di Madrid nel 1983. Ha ricevuto il Premio del Centro di ricerca sociologica spagnolo per la tesi di dottorato "Finanziamento del partito politico nelle democrazie occidentali" nel 1984. 
Nel 1986, Del Castillo è diventata assistente di diritto costituzionale alla UNED e professore di scienze politiche e amministrazione nel 1994. Responsabile del Journal Nueva Revista de Política, Cultura y Arte nel 1995-1996. Direttore del Centro spagnolo di ricerca sociologica dal 1996 al 2000. È autrice di numerose pubblicazioni sui partiti politici e il comportamento elettorale. 

### Attività politica

#### Ministro dell'istruzione e cultura (2000-2004)
Quando il primo ministro José Maria Aznar ha vinto con il suo partito popolare conservatore le elezioni nazionali del 2000 ottenendo un secondo mandato, ha nominato Del Castillo ministro dell'istruzione, della cultura e dello sport. In questa veste, era incaricata di attuare il piano del governo del 2001 per la revisione delle università pubbliche del paese; la legge ha provocato le più grandi manifestazioni studentesche dalla transizione della Spagna alla democrazia, con circa 100.000 studenti e personale universitario che ha protestato a livello nazionale il 1º dicembre 2001.

#### Deputato al Parlamento europeo (2004 – presente)
Del Castillo è diventata membro del Parlamento europeo con le elezioni europee del 2004. Da allora è coordinatrice del gruppo del Partito popolare europeo nella commissione per l'industria, la ricerca e l'energia (ITRE) e come membro supplente della commissione per i problemi economici e monetari (ECON). Dal 2007 al 2009 è stata membro della Commissione temporanea sul cambiamento climatico. Inoltre, è stata membro della delegazione del PE per le relazioni con l'India (2009–2014) e della delegazione per le relazioni con la Repubblica popolare cinese (2004–2009). Ha rappresentato il Parlamento alla Conferenza delle Nazioni Unite sui cambiamenti climatici del 2008 a Poznań e alla Conferenza delle Nazioni Unite sui cambiamenti climatici del 2009 a Copenaghen.  Nel 2020 è anche entrata a far parte del comitato speciale sull'intelligenza artificiale nell'era digitale.
Nella sua qualità di membro della commissione per l'industria, la ricerca e l'energia, Del Castillo è stata relatrice del parlamento sul mercato unico delle telecomunicazioni, relatrice per la direttiva sulla sicurezza delle reti e dei sistemi di informazione (NIS), per il regolamento sull'Organismo dei regolatori europei delle comunicazioni elettroniche (BEREC) e sulla strategia per il cloud computing per l'Europa.

## Opere
- La financiación de partidos y candidatos en las democracias occidentales, Madrid, Centro de Investigaciones Sociológicas, 1985
- Comportamiento político y electoral (Eds), Madrid, Centro de Investigaciones Sociológicas, 1994
- Cultura y política (Ed), Valencia, Tirant lo Blanch, 1997
- La Financiación de la Política en Iberoamérica (Ed), San José de Costa Rica, Instituto Interamericano de Derechos Humanos, Centro de Asesoría y Promoción Electoral, 1998

## Vita privata
Sposata con Guillermo Gortàzar, storico e politico. Del Castillo è appassionata di arte; il suo ritratto ufficiale nella galleria del Ministero della Pubblica Istruzione è un autoritratto.